# Juan Antonio Zulaibar y Aldape
Juan Antonio Zulaibar y Aldape (ur. 23 czerwca 1753 w Ceánuri, zm. 4 kwietnia 1824 w Manili) – hiszpański duchowny rzymskokatolicki, w latach 1805-1824 arcybiskup Manili, dominikanin.

## Życiorys
Święcenia kapłańskie przyjął w zakonie dominikanów w Burgos, po czym udał się na studia teologiczne do Avili. 26 marca 1804 został mianowany arcybiskupem Manili na Filipinach. Sakrę biskupią otrzymał 14 lipca 1804.